# Prefektura Yamanashi
Prefektura Yamanashi (jap. 山梨県 Yamanashi-ken) – prefektura znajdująca się w regionie Chūbu w Japonii na wyspie Honsiu (Honshū). Jej stolicą jest miasto Kōfu.

## Geografia

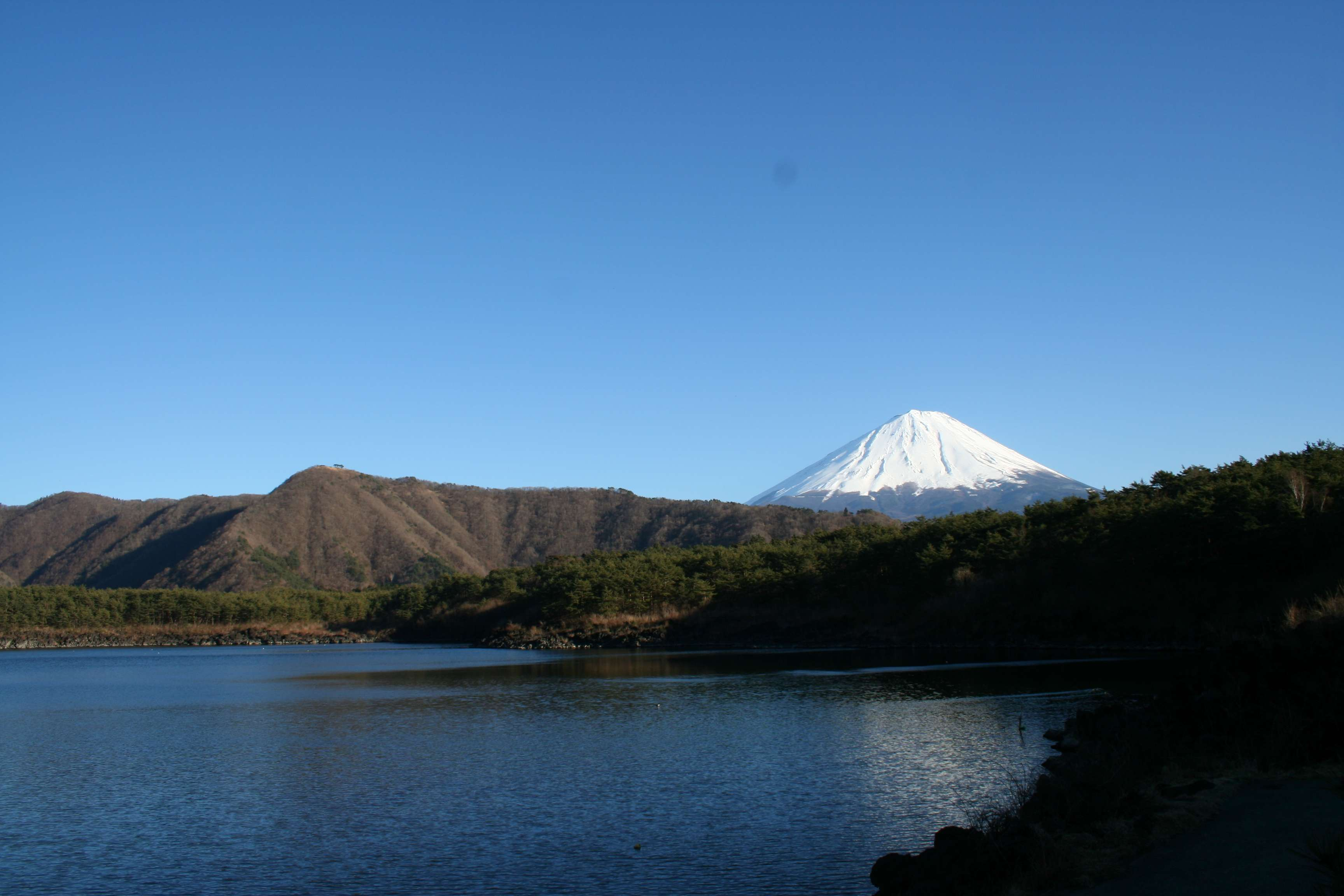
Jezioro Sai od strony zachodniej, w głębi Fudżi

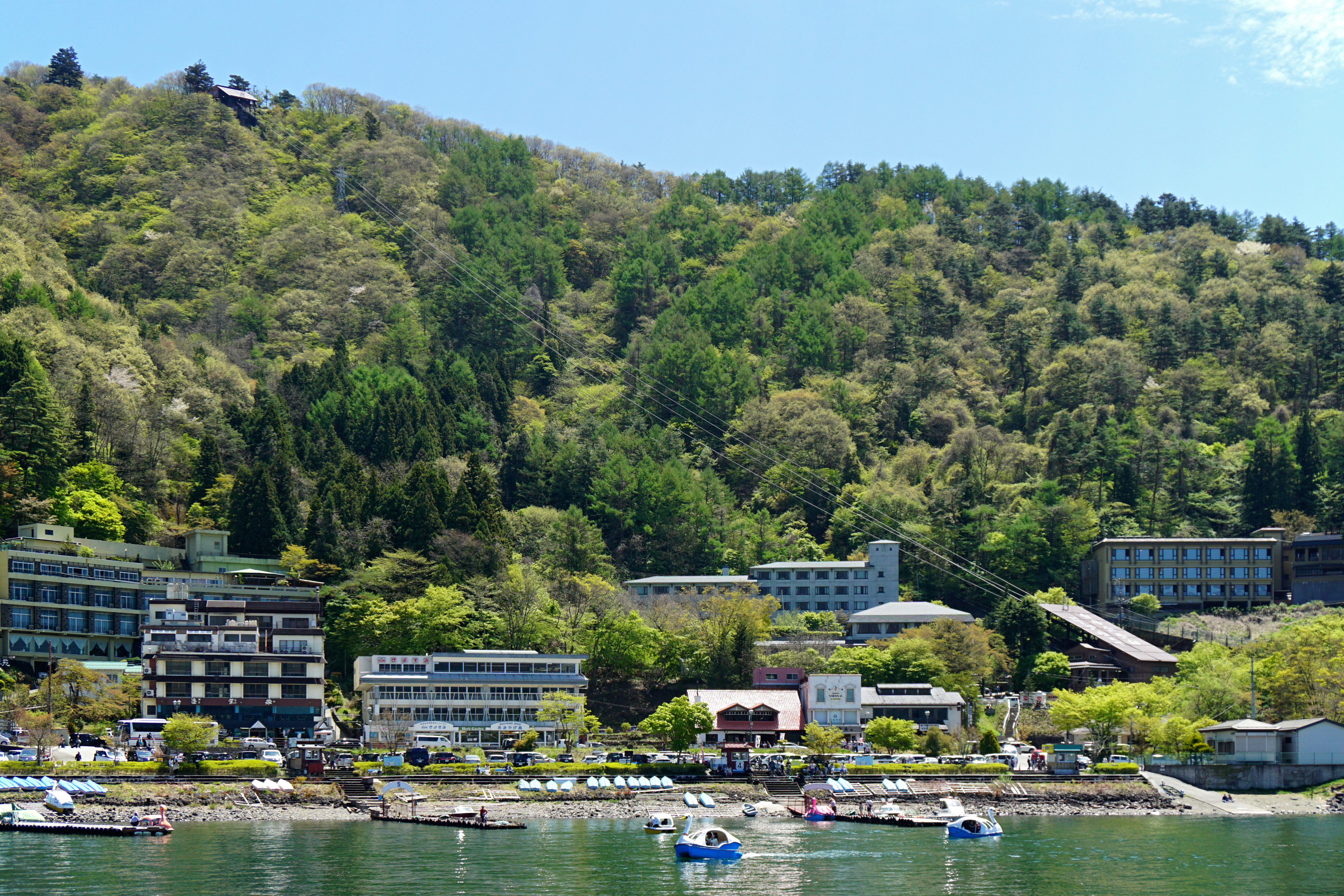
Brzeg jeziora Kawaguchi

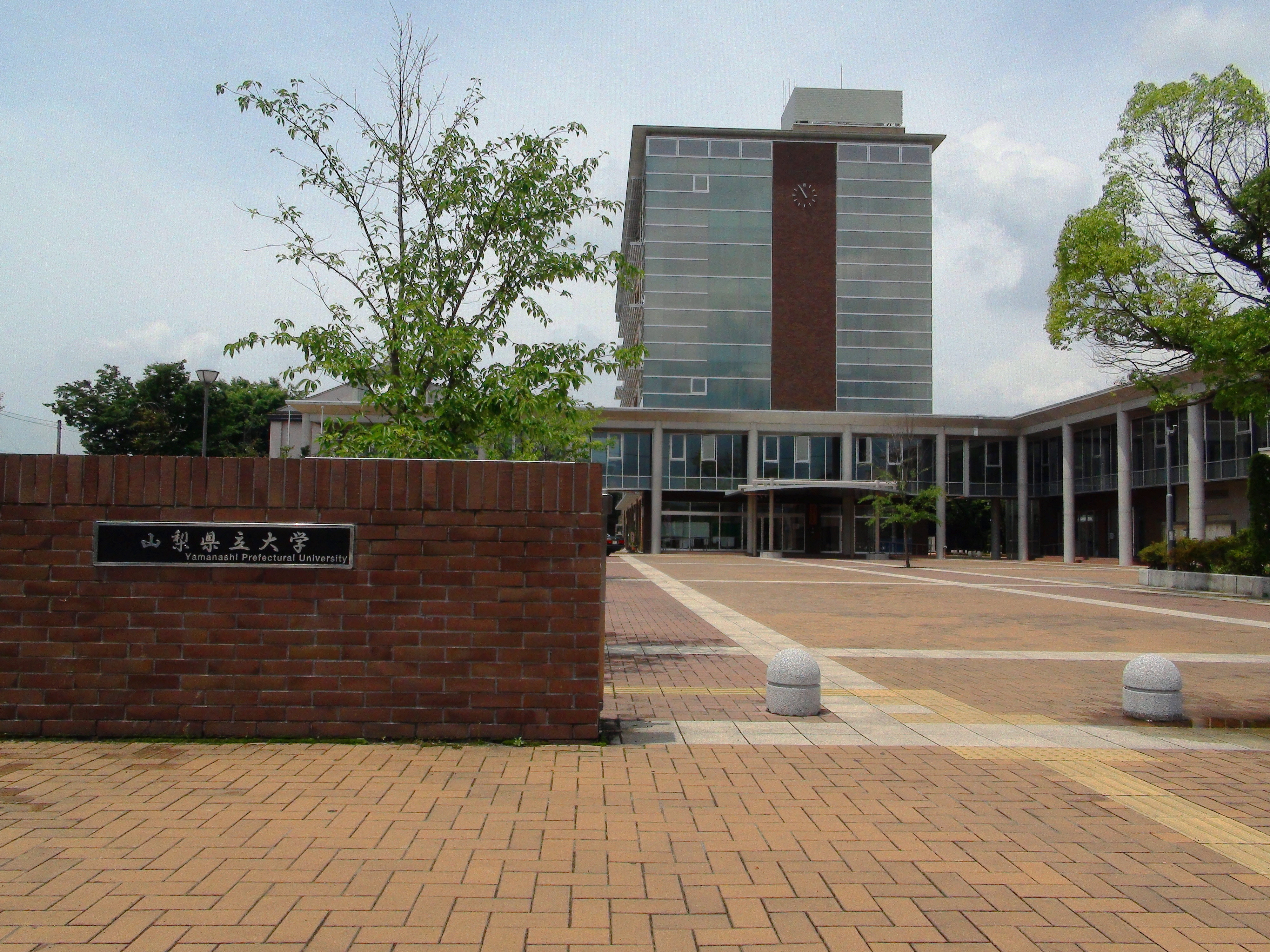
Yamanashi Prefectural University

Prefektura leży w centralnej części wyspy Honsiu. Graniczy z prefekturami: Kanagawa, Nagano, Shizuoka, Saitama oraz Tokio. Jest otoczona górami: na południu, na granicy z prefekturą Shizuoka leży wulkan Fudżi (3776 m), na północnym wschodzie – łańcuch gór Okuchichibu, na zachodzie – góry Akaishi (Alpy Południowe) i na północy – m.in. Kaya-ga-take i Yatsu-ga-take. Najdłuższa rzeka prefektury, Fuji, ma 122,4 km długości. 
Na północ od góry Fudżi, u jej podnóży, znajduje się Pięć Jezior Fudżi: Yamanaka (o powierzchni 6,78 km²), Kawaguchi (5,7), Motosu (4,7), Sai (2,12) i Shōji (0,51). Ich obszar jest objęty Parkiem Narodowym Fudżi-Hakone-Izu.

### Góry
- Fuji-san (3776 m), Kita-dake (3193), Kaikoma-ga-take (2967), Yatsu-ga-take (2899), Kinpu-san lub Kinpō-san (2599), Kobushi-ga-take (2475), Kaya-ga-take (1704), Minobu-san (1153),  Daibosatsu-rei (2057)

### Masywy górskie
- Góry Akaishi lub Minami-Arupusu
- Góry Minobu
- Góry Okuchichibu
- Góry Tenshi lub Tenshu
- Góry Tanzawa
- Góry Kantō
- Góry Misaka

### Rzeki
- Fuji (128 km długości)
- Fuefuki (46,5)
- Sagami (109)
- Haya (71)
- Tama (138)
- Dōshi (128)

## Miasta prefektury
- Chūō
- Fuefuki
- Fujiyoshida
- Hokuto
- Kai
- Kōfu (stolica)
- Kōshū
- Minami-Arupusu
- Nirasaki
- Ōtsuki
- Tsuru
- Uenohara
- Yamanashi

## Parki narodowe
- Park Narodowy Fudżi-Hakone-Izu
- Park Narodowy Chichibu-Tama-Kai
- Park Narodowy Minami Arupusu

## Historia
Na obecnych terenach prefektury leżała w przeszłości prowincja Kai.
- 646 r. – reforma Taika i powstanie prowincji
- 14 lipca 1871 r. – likwidacja systemu „hanów” (feudalnych domen). Wszystkie hany stały się „prefekturami”.

## Transport

### Kolej
Przez prefekturę przebiegają linie JR:
- Tōkaidō Shinkansen
- Główna Linia Chūō (Chūō Main Line, Chūō-honsen)
- Linia Koumi (Koumi Line, Koumi-sen)
- Linia Minobu (Minobu Line, Minobu-sen)
- Linia Fuji-Kyūkō (Fujikyuko Line, Fuji-Kyūkō-sen); składa się z dwóch linii: Linii Ōtsuki (Ōtsuki Line, Ōtsuki-sen) i Linii Kawaguchiko (Kawaguchiko Line, Kawaguchiko-sen)

### Drogowy
Przez prefekturę przebiegają drogi:
- Autostrada Chūō
- Autostrada Chūbu-Ōdan
- Drogi krajowe nr: 20, 52, 137, 138, 139, 140, 141, 300, 358, 411, 413, oraz 469.

## Uniwersytety
- Health Science University (Kenkō Kagaku Daigaku)
- Minobusan University (Minobusan Daigaku)
- Teikyo University of Science (Teikyō Kagaku Daigaku)
- Teikyo-Gakuen Junior College (Teikyō Gakuen Tanki-daigaku)
- Tsuru University of Humanities (Tsuru Bunka Daigaku)
- Yamanashi Eiwa College (Yamanashi Eiwa Daigaku, chrześc.)
- Yamanashi Gakuin University (Yamanashi Gakuin Daigaku)
- Yamanashi Prefectural University (Yamanashi Kenritsu Daigaku, publ., w gestii prefektury)
- Yamanashi University (Yamanashi Daigaku, państw.)